# Prosevania sidapurensis
Prosevania sidapurensis är en stekelart som först beskrevs av Muzaffer 1943.  Prosevania sidapurensis ingår i släktet Prosevania och familjen hungersteklar. Inga underarter finns listade i Catalogue of Life.